# Hullks Fight Championship
Hullks Fight Championship (HullksFC) é um campeonato de luta em pé "Strikers", em que são permitidas técnicas do Kickboxing, na modalidade K1.

## O campeonato
Hullks Fight Championship surgiu em 2015 na cidade de Cuiabá, Mato Grosso.
O campeonato funciona no modelo GP - Grand Prix, em que se divide entre "Card Principal", composto por atletas profissionais e que disputa o cinturão do campeonato, e "Card Amador", composto por atletas iniciantes.
No ano de 2016 o evento tornou-se credenciado pelo WGP Kickboxing maior organização da modalidade kickboxing na América Latina.
Em 2017, a terceira edição do HullksFC aconteceu na Arena Pantanal.

## Eventos do HullksFC
| Data       | Evento      | Local               | Vencedor                      |
| ---------- | ----------- | ------------------- | ----------------------------- |
| 18/09/2015 | HullksFC #1 | Cuiabá, Mato Grosso | Adriano Oliveira              |
| 25/06/2016 | HullksFC #2 | Cuiabá, Mato Grosso | Eliezer Silva                 |
| 27/05/2017 | HullksFC #3 | Cuiabá, Mato Grosso | Jeanderson "Bigode" Rodrigues |